# 有機咖啡
有机咖啡是指在没有人工化学物质（如某些添加剂或一些杀虫剂和除草剂）的帮助下生产的咖啡。在考虑对咖啡进行有机认证时，要考虑到许多因素。例如，咖啡农场的肥料必须是100%有机的。如果使用合成氮、磷酸盐和钾肥等无机肥料，那么种植的作物就不能获得有机认证。